# Боголюбівська волость
Боголюбівська волость — адміністративно-територіальна одиниця Верхньодніпровського повіту Катеринославської губернії.
Станом на 1886 рік — складалася з 26 поселень, 26 сільських громади. Населення 3483 осіб (2182 осіб чоловічої статі та 1936 — жіночої), 677 дворових господарства.

## Земля волості
|                     | Площа, десятин | У тому числі орної, десятин |
| ------------------- | -------------- | --------------------------- |
| Сільських громад    | 4075           | 2555                        |
| Приватної власності | 35650          | 9522                        |
| Іншої власності     | 237            | 110                         |
| Загалом             | 38937          | 11939                       |

## Найбільші поселення волості
- Боголюбівка (Никифорівка, Татарівка) — село при річці Жовта в 75 верстах від повітового міста, 153 особи, 31 двір, церква православна.
- Артем'ївка (Мар'їполь, Оболонівка) — село при річці Зелена, 239 осіб, 41 двір, церква православна.
- Красноіванівка (Коншинівка) — село при річці Осикуватій, 372 особи, 80 дворів, трактир.
- Никифорівка — село при річці Жовта, 61 особа, 14 дворів, лавка.

Станом на 1908 рік волость було розформовано, територію та населені пункти віднесено до Саксаганської, Жовтянської та Зеленської волостей.